# Leonard Gershe
Leonard Gershe (10 juin 1922, New York - 9 mars 2002, Beverly Hills) est un dramaturge, parolier et scénariste américain.

## Biographie
Leonard Gershe amorce sa carrière en 1950 en tant que parolier dans la production Alive and Kicking présentée sur Broadway.
Il est l'auteur des paroles de la chanson Born in a Trunk du film Une étoile est née (A Star Is Born, 1954), avec Judy Garland et James Mason.
Au cinéma, en 1957, il signe le scénario de Drôle de frimousse (Funny Face), le film réalisé par Stanley Donen, avec Audrey Hepburn, qui lui vaut d'être nommé pour l'Oscar du meilleur scénario original.
Il écrit le livret de Destry Rides Again, adapté par Harold Rome en comédie musicale pour Broadway en 1959.
Dans les années 1950 et 1960, il écrit également plusieurs scripts pour diverses séries télévisées, notamment près d'une vingtaine pour Private Secretary et The Ann Sothern Show (en), qui mettent en vedette Ann Sothern, ainsi que pour deux épisodes de L'Extravagante Lucy (The Lucy Show), avec Lucille Ball.
Gros succès, sa comédie Butterflies Are Free, jouée 1128 fois sur Broadway, du 21 octobre 1969 au 2 juillet 1972, est adaptée par ses soins pour le film Butterflies Are Free réalisé par Milton Katselas en 1972, avec Goldie Hawn, Edward Albert et Eileen Heckart, cette dernière remportant l'Oscar de la meilleure actrice dans un second rôle. L'année suivante, il signe le scénario du film Quarante carats (Forty Carats), une adaptation de la pièce de théâtre Quarante carats de Jay Presson Allen, créée en 1968, elle-même adaptée de la pièce française homonyme de Pierre Barillet et Jean-Pierre Gredy.
En 1985, Gershe a écrit la pièce, Snacks, destinée à Tony Danza.
Selon World of Wonder, Gershe a entretenu une relation à long terme avec le compositeur et producteur Roger Edens.
Gershe meurt en mars 2002, à Beverly Hills, en Californie, des suites d'un accident vasculaire cérébral.

## Nominations
- 1958 : Oscar du meilleur scénario adapté pour Drôle de frimousse (Funny Face)
- 1958 : Writers Guild of America Award pour Drôle de frimousse (Funny Face)
- 1973 : Writers Guild of America Award pour la meilleure comédie adaptée dans un autre format (Butterflies Are Free)
- 1974 : Writers Guild of America Award pour la meilleure comédie adaptée dans un autre format (Quarante carats)